# Seleção Espanhola de Voleibol Feminino
A seleção espanhola de voleibol feminino é uma equipe europeia composta pelas melhores jogadoras de voleibol da Espanha. A equipe é mantida pela Real Federação Espanhola de Voleibol (Real Federación Española de Voleibol). Encontra-se na 43ª posição do ranking mundial da FIVB, segundo dados de 6 de outubro de 2015.